# Торговая улица (Братислава)
Торговая улица  (словац. Obchodná ulica, первоначально Шёндорфская улица/Schöndorfská ulica, во времена Первой чехословацкой республики Венгерская улица/Uhorská ulica, после второй мировой войны — улица Молотова/Molotovova ulica; нем. Schöndorfergasse, венг. Széplak utca) — улица в Старом городе Братиславы (Словакия). Расположена в историческом центре города. Является продолжением Михайловской улицы и заканчивается Площадью Коллара.
Возникла как главная улица бывшего Шёндорфского предместья и вела от Михайловских ворот к Шёндорфским воротам, располагавшимся на внешнем палисадном укреплении города. Самые старые дома на Торговой улице были построены в XVIII веке. 
Своё название улица получила, вероятнее всего, из-за того что являлась одной из центральных улиц Братиславы.
Практически по всей её длине расположены торговые и ресторанные заведения. Наряду с некоторыми другими считается местом прогулок. В 2005 и 2006 годах была полностью отреставрирована, по всей улице было заменено асфальтовое покрытие, обновлены трамвайные пути.
Недалеко от знаменитого отеля «Краун Плаза» пересекается с Почтовой улицей, преобразованной в пешеходную зону, благодаря чему данное городское пространство используется как место для прогулок и отдыха.

## Галерея
- Торговая улица ночью
- Торговая улица в 2005 году, до полной реконструкции